# Кампольето
Кампольето (итал. Campolieto) —  коммуна в Италии, располагается в регионе Молизе, в провинции Кампобассо.
Население составляет 1064 человека (2008 г.), плотность населения составляет 44 чел./км². Занимает площадь 24 км². Почтовый индекс — 86040. Телефонный код — 0874.
Покровителем коммуны почитается святой архангел Михаил, празднование 29 сентября.

## Демография
Динамика населения:

## Города-побратимы
- Арезе, Италия (2006)

## Администрация коммуны
- Официальный сайт: http://www.comune.campolieto.cb.it/ Архивная копия от 6 августа 2006 на Wayback Machine